# Glyphicnemis clypealis
Glyphicnemis clypealis là một loài tò vò trong họ Ichneumonidae.